# Saga (banda)
Saga é uma banda canadense de rock progressivo sinfonico formada em Oakville, Ontario, em 1977. O baixista e tecladista Jim Crichton e o vocalista Michael Sadler tem sido os principais compositores da banda. Ian Crichton é o guitarrista, e fora seu trabalho no Saga já gravou vários álbuns solo assim como sessões com a banda Asia. O tecladista Jim "Daryl" Gilmour substituiu Greg Chadd em 1980 (Chadd substituiu o membro original Peter Rochon após o primeiro álbum). Ao todo a banda já vendeu cerca de 8 milhões de cópias.
Após a turnê de 2003 Marathon, Steve Negus anunciou sua saída da banda, sendo substituído por Christian Simpson no álbum Network (2004), até adoecer por problemas neurológicos que o impediram de continuar na banda. No final de 2005 o ex-integrante da Banda Helix Brian Doerner se tornou o terceiro baterista do Saga.

## História
Conhecidos originalmente por The Pockets, o Saga foi formado em 1977 a partir do integrantes da popular banda de rock canadense Fludd. Em junho de 1978 lançaram o auto-intitulado álbum de estreia. Com sucesso modesto em sua terra natal, acabou vendendo acima de 300 mil cópias na Alemanha. O segundo álbum Images at Twilight os forneceu seu primeiro hit no Canadá com o single It's Time. O terceiro álbum Silent Knight foi lançado em 1980.
Em 1981 o quarto álbum Worlds Apart foi lançado. O single Wind Him Up, uma canção sobre um apostador compulsivo, foi um grande hit. O segundo single On the Loose também foi bem sucedido, principalmente nos Estados Unidos.
O quinto álbum Heads or Tales foi lançado no final de 1983 e se tornou outro sucesso. O single The flyer foi bem tanto no Canadá quanto nos Estados Unidos (neste último se tornando o último grande hit da banda).
O sexto álbum Behaviour foi lançado em 1985, e lançou hits como Listen to Your Heart e What Do I Know.

### Separação e reunião
Em 1986 Steve Negus e Jim Gilmour deixaram a banda, gravando um álbum juntos como Gilmour-Negus Project. Enquanto isso o Saga continuava com Michael Sadler e os irmãos Crichton como músicos convidados.
O lançamento de 1987 Wildest Dreams teve grande distribuição pela gravadora Atlantic Records, mas falhou em vendas nos Estados Unidos. No álbum The Beginner's Guide to Throwing Shapes (1989), a banda focou em sua popularidade na Europa no começo da carreira, marcando a volta do estilo progressivo na banda. Em 1993 Steve Negus e Jim Gilmour voltaram à banda. O próximo álbum The Security of Illusion foi bem recebido pelos fãs canadenses e europeus. O álbum seguinte Steel Umbrellas foi considerado desproporcional aos anteriores. Apesar das baixas vendas, as turnês da banda entre 1993 e 1994 ajudaram a manter a popularidade e reputação entre os fãs.

## Integrantes

### Formação atual
- Michael Sadler - vocal, guitarra, baixo e teclado
- Jim Crichton - baixo e teclado
- Ian Crichton - guitarra
- Jim Gilmour - teclado, clarinete e harmônica
- Brian Doerner - bateria

### Ex-integrantes
- Christian Simpson - bateria (2003-2005)
- Steve Negus - (1977-1986, 1992-2003)
- Gregg Chadd - teclado (1979)
- Peter Rochon - teclado (1977-1978)

### Músicos convidados e de apoio
- Glen Sobel - bateria (1997)
- Marcus Deml - guitarra (1995)
- Graham Lear - bateria (1990)
- Richard Baker - teclado (1990)
- Curt Cress - bateria (1987, 1989)
- Trevor Morrell - bateria (1988)
- Tim Moore - teclado (1988)

## Discografia

### Álbuns de estúdio
- Saga (1978)
- Images At Twilight (1979)
- Silent Knight (1980)
- Worlds Apart (1981)
- Heads or Tales (1983)
- Behaviour (1985)
- Wildest Dreams (1987)
- The Beginner's Guide to Throwing Shapes (1989)
- The Security of Illusion (1993)
- Steel Umbrellas (1994)
- Generation 13 (1995)
- Pleasure & The Pain (1997)
- Phase One (1997)
- Full Circle (1999)
- House of Cards (2001)
- Marathon (2003)
- Network (2004)
- Trust (2006)
- 10.000 Days (2007)

### Álbuns ao vivo
- In Transit - Live (1982)
- How Do I Look (1998)
- Detours - Live (1998)
- The Official Bootleg (2003)
- All Areas - Live In Bonn (2004)
- Chapters Live (2005)

### Compilações
- The Works (1990)
- All The Best (1993)
- The Very Best Of (1994)
- Defining Moments (1994)
- Remember When - The Very Best of Saga (2006)